# マラウイの切手の人物一覧
本稿、マラウイの切手の人物一覧は、イギリス中央アフリカ保護領、ニヤサランド、マラウイの切手に用いられた人物の一覧である。
このリストでは、1996年までに掲載された人物を扱っている。

## 英中央アフリカ保護領
- エドワード7世 (イギリス王) (1903)

## ニヤサランド
- エドワード7世 (イギリス王) (1908)
- エリザベス2世 (1953)
- ジョージ5世 (イギリス王) (1913)
- ジョージ6世 (イギリス王) (1937)

## マラウイ
- ヘイスティングズ・カムズ・バンダ、初代大統領 (1964)
- アレクサンダー・グラハム・ベル、発明家 (1976)
- デイヴィッド・リヴィングストン、宣教師、探検家 (1973)
- バキリ・ムルジ、2代目大統領 (1995)